# Antoniusstraße
Die Antoniusstraße, im Aachener Raum auch als „Sträßchen“ oder „Antüen“ bekannt, ist eine der ältesten Straßen Aachens. Sie wechselte oftmals ihren Namen und wurde abwechselnd Mestgass (1386), Nuwestraisse (1460), Pettenkluisengasse, Hurengasse, Kriechelgasse (Kriechel = „Heimchen“) oder Mittlere Mistgasse (bis 1872) genannt und liegt innerhalb des ersten Stadtringes.

## Geschichte
Schon für die Zeit des Römischen Reiches ist eine Besiedelung des heutigen Straßengebietes nachweisbar. Als 1905 das Fundament für die „Germania Fischhallen“ gelegt wurde, wurden zahlreiche Gefäße und Mauerreste aus römischer und mittelalterlicher Zeit gefunden. Der im Mittelalter und der Frühen Neuzeit offizielle Straßenname, Hurengasse, verweist auf die schon damalige Nutzung als Bordellstraße. Die Ansiedelung des Lustgewerbes an dieser Stelle ist auf die unmittelbare Nähe zu den zwei Kurbezirken am Büchel und in der Komphausbadstraße zurückzuführen. Als zu anstößig empfunden, wurde die Gasse erst in Mistgasse und 1872 per Ratsbeschluss mit königlicher Genehmigung in Antoniusstraße umbenannt. Namenspatron ist Antonius von Padua, der sich besonders für die Armen und Prostituierten einsetzte.
Die Antoniusstraße beherbergte seit alters her neben der Prostitution auch andere Unternehmen. Die von dem Pharmazeuten Johann Peter Joseph Monheim eingerichtete und von seinem Sohn Viktor Monheim und dessen Sohn Johannes Theodor Monheim betriebene chemische Fabrik geriet hier am 29. Juni 1883 in Brand und löste eine Brandkatastrophe aus, die auch das Aachener Rathaus ergriff. Der größte Aachener Betrieb zur Herstellung von Feinpapieren, die Papierhandlung Frehn, hatte bis zum Zweiten Weltkrieg seinen Sitz in der Antoniusstraße 29. 1905 wurden die Germania Fischhallen des Unternehmers Wilhelm Frohn gebaut. Die Firma existiert nicht mehr; das Gebäude wird heute als Schnellimbiss und Tabledance-Bar sowie zuvor als eine Peepshow genutzt.
Während des Zweiten Weltkrieges war die Deutsche Arbeitsfront als Eigentümer des Gebäudes Nr. 15 eingetragen, an deren Rückseite sich das Anwesen des ehemaligen Londoner Hof befindet.
Der ehemalige Aachener Profiboxer Klaus Gallwe ist Hausverwalter von Freudenhäusern in der Antoniusstraße.
2013 wurde das „Sträßchen“ für den Autoverkehr gesperrt.

## Kontroverse
Die Antoniusstraße wird noch heute von Prostituierten geprägt, die ihre Dienste in Koberfenstern feilbieten. Durch die Lage der Straße mitten in der Fußgängerzone der Innenstadt gibt es seit längerem Bestrebungen, die Prostitution aus dem Gebiet zu verlagern. Das Aufstellen eines Sichtschutzes am Anfang und Ende der Straße, wie zum Beispiel in der Hamburger Herbertstraße, kann aus brandschutztechnischen Gründen nur auf einer Seite durchgeführt werden. Unter dem damaligen Oberbürgermeister Jürgen Linden wurde 2009 das Ziel formuliert, die Straße zu halbieren und die Prostitution nur in einem Teil zuzulassen. Bordellbesitzer wehren sich gegen diese Pläne und verweisen unter anderem auf die immer weiter sinkende Kriminalitätsrate der letzten Jahre.
2010 strebte neben Lokalpolitikern auch ein Investor an, das Rotlichtviertel zurückzudrängen. 2012 bestand jedoch parteiübergreifende Übereinstimmung – mit Ausnahme der FDP, die den kompletten Bordellbereich auslagern wollte – dahingehend, den Rotlichtbezirk in der Antoniusstraße zu belassen.

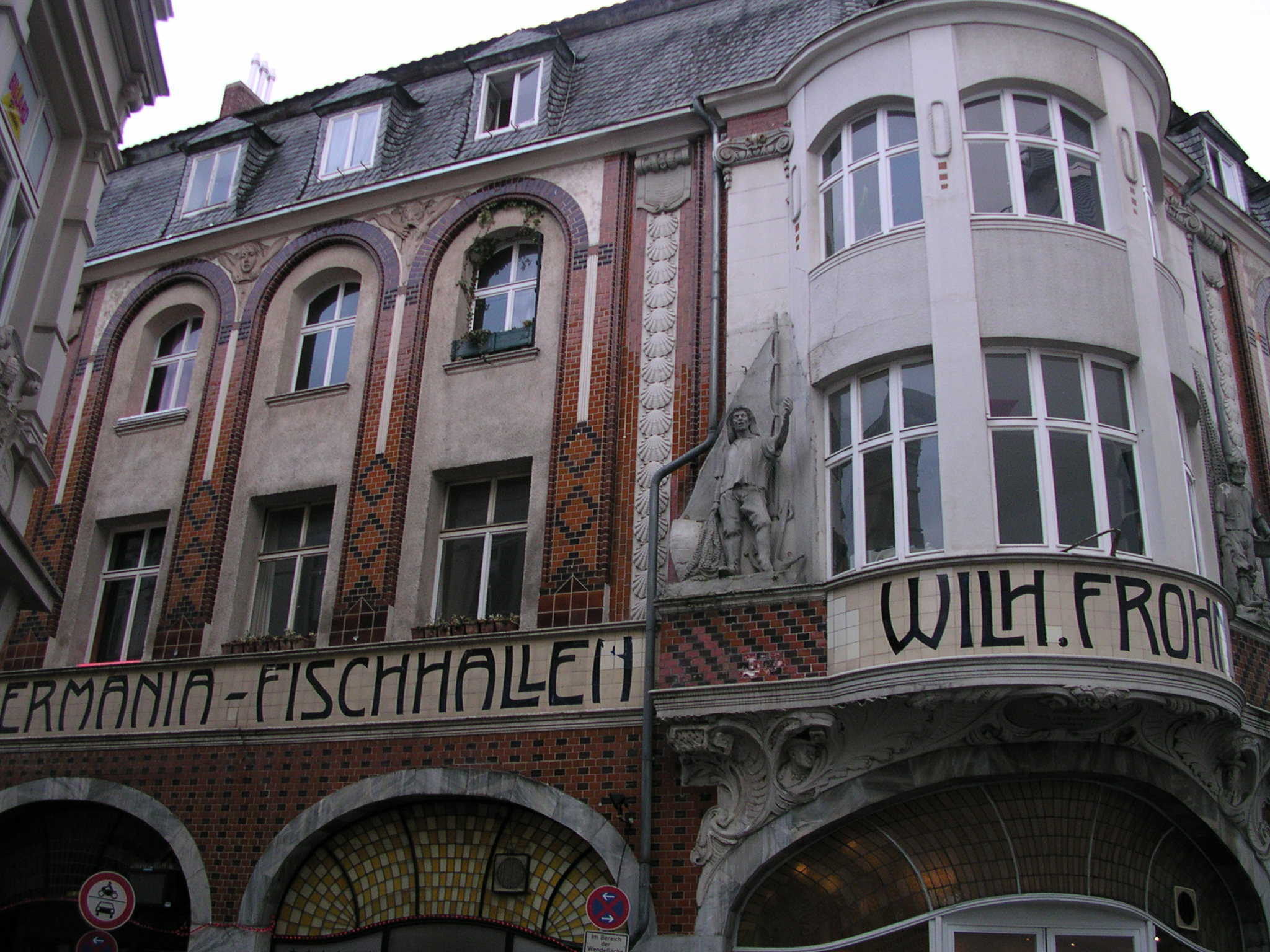
Die „Germania Fischhallen“ an der Ecke Antoniusstraße – Mefferdatisstraße
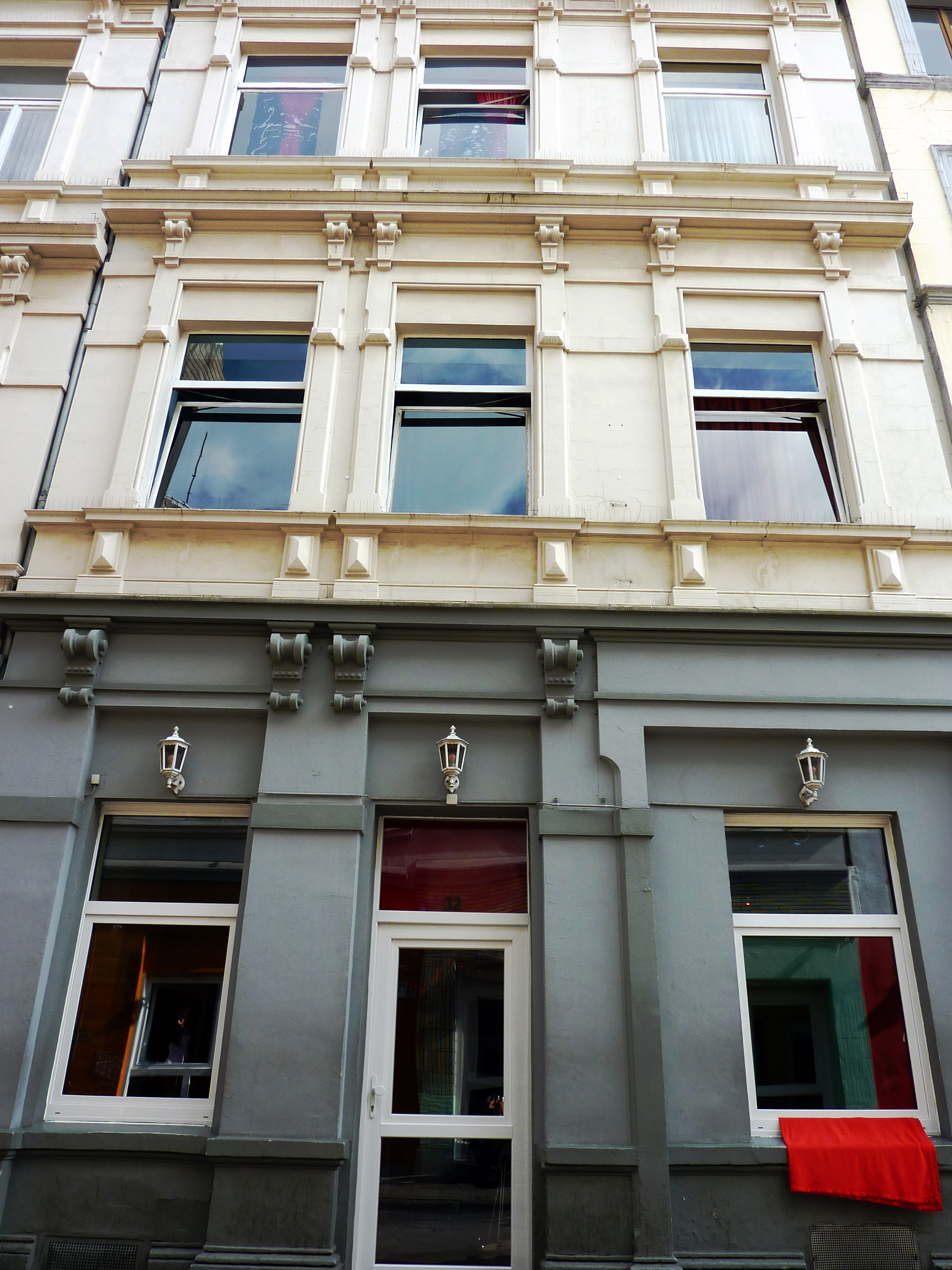
Baudenkmal Haus-Nr. 32
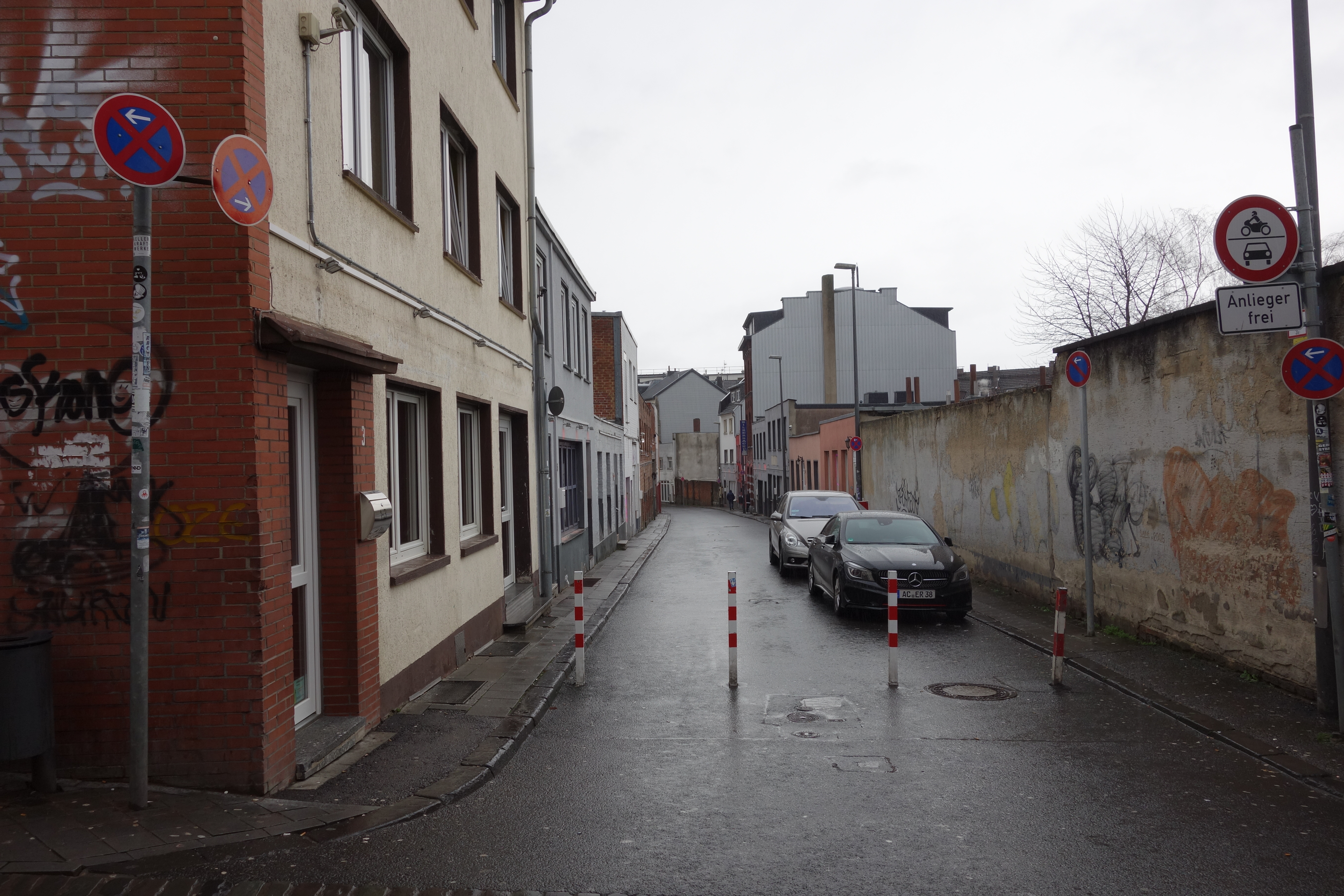
Blick von der Nikolausstraße aus
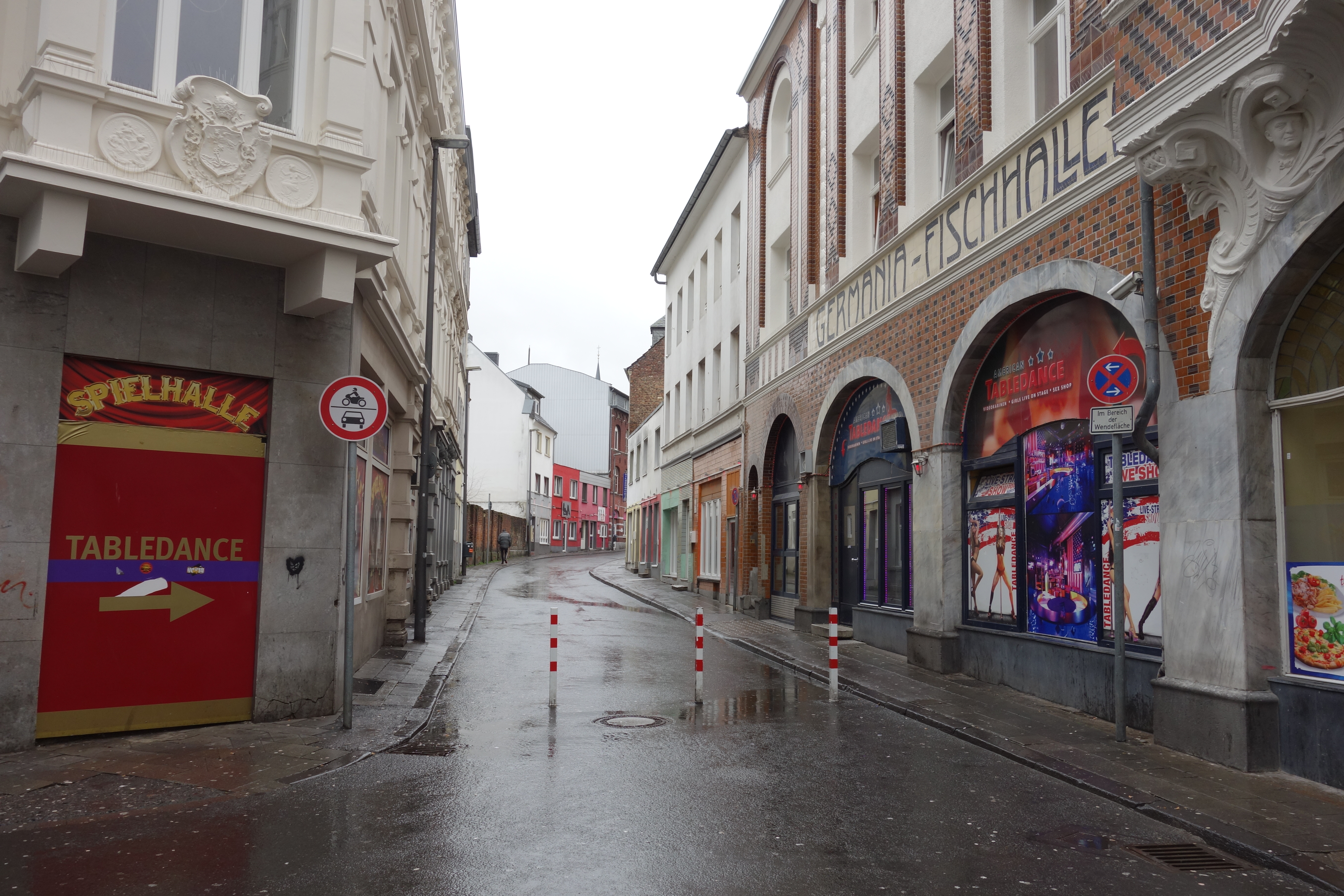
Blick von der Mefferdatisstraße aus
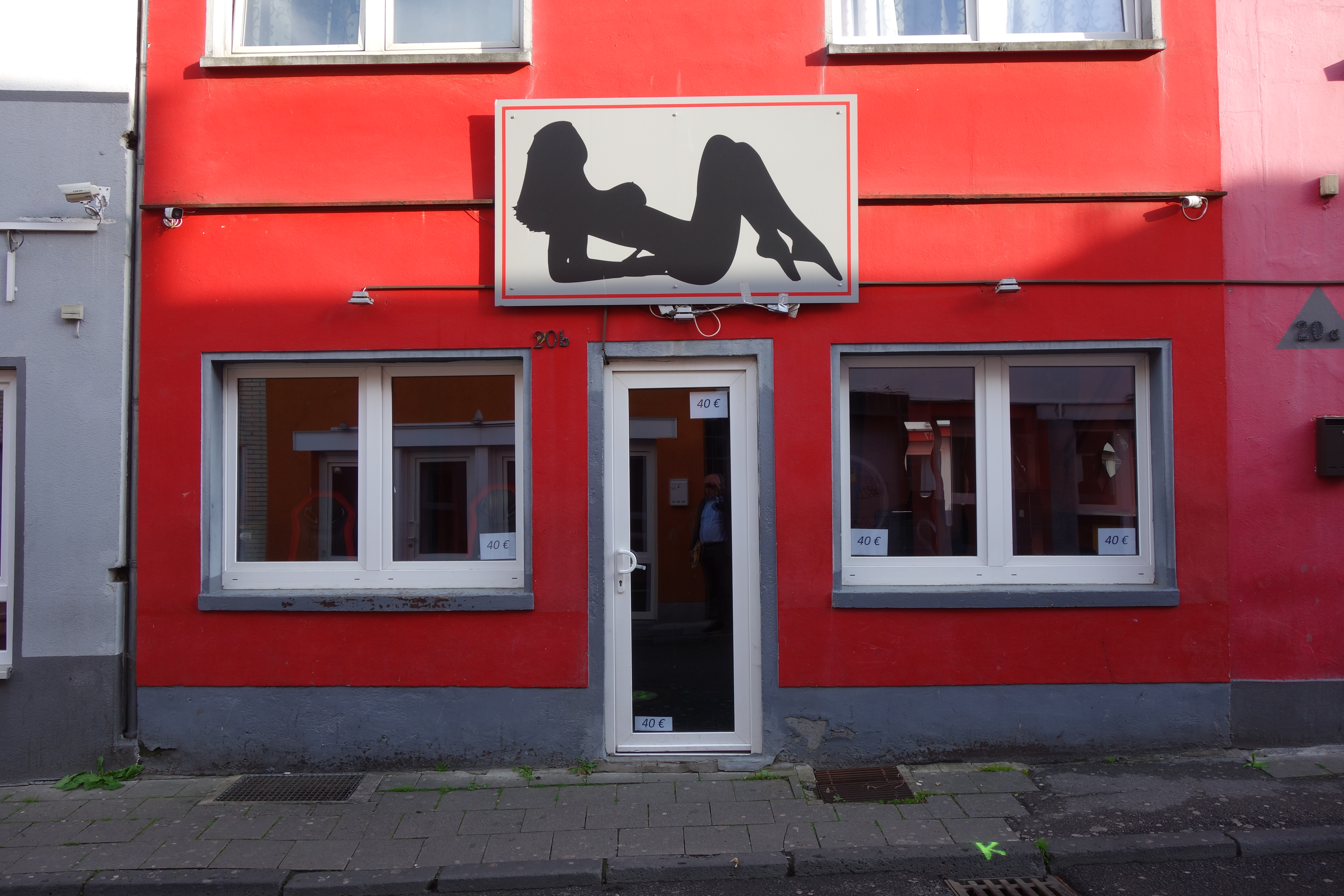
Erdgeschoss mit Koberfenstern